# Інохоса-дель-Вальє
Інохоса-дель-Вальє (ісп. Hinojosa del Valle) — муніципалітет в Іспанії, у складі автономної спільноти Естремадура, у провінції Бадахос. Населення — 547 осіб (2010).
Муніципалітет розташований на відстані близько 300 км на південний захід від Мадрида, 85 км на південний схід від Бадахоса.

## Демографія
Динаміка населення (INE ):